# Olof Olsson (minister)
Olof Olsson, född 18 juni 1872 i Smedstorps församling, Kristianstads län, död 18 december 1939 i Sankt Matteus församling, Stockholms län, var en svensk politiker (socialdemokrat). Han var riksdagsledamot från 1912 och ecklesiastikminister 1919–1920, 1921–1923 och 1924–1926. 
Han kallades Hedna-Olle eller Olsson med håret för att skilja honom från Olsson med skägget, d.v.s. riksdagsmannen Oscar Olsson, med ett väldigt helskägg.

## Biografi
Olsson avlade filosofie kandidatexamen 1900 i Lund och anställdes 1907 vid Göteborgs västra realskola som adjunkt i tyska, historia och geografi. Han inträdde 1912 som riksdagsledamot i första kammaren, invald för Malmöhus län, men var i riksdagen känd som Olof Olsson i Göteborg, eftersom han var bosatt där. 
Olsson hade tidigt engagerat sig i arbetarrörelsen och var en av de första socialdemokraterna som erhöll en ministerpost då han 1919 blev ecklesiastikminister första gången. Totalt kom han att vara ecklesiastikminister i tre omgångar: mellan 28 november 1919 och 27 oktober 1920, mellan 13 oktober 1921 och 19 april 1923 samt mellan 18 oktober 1924 och 7 juni 1926. År 1931 valdes han till 1:e vice talman i första kammaren. För övrigt var Olsson ledamot av konstitutionsutskottet, statsutskottet, utrikesnämnden, hemliga utskottet och av riksdagspartiernas förtroenderåd.
Av de utredningskommittéer som Olsson tillhörde kan uppräknas universitetsberedningen och 1929 års seminariekommitté, rundradioutredningen samt utredningen rörande den statsfientliga propagandan.

### Privatliv
Föräldrar var smedsmästare Nils Olsson och Mätta, född Svensdotter. Från 1904 var han gift med Betty Gabriella Olsson (1878–1975). Han blev far till Jan-Erik Garland (Rit-Ola), geografen Sven-Olof Garland och radiojournalisten Gabriella Garland. 
Olof Olsson är begravd på Ystads gamla kyrkogård.